# Kathy Reichs
Kathleen Joan „Kathy” Reichs (ur. 7 lipca 1950 w Chicago) – amerykańska antropolog kliniczna i pisarka.
Wykłada antropologię m.in. w University of North Carolina at Charlotte. Pracuje też w Office of the Chief Medical Examiner stanu Karolina Północna i Laboratoire de Sciencies Judiciares et de Medicine Legale prowincji Quebec. Jej ekspertyzy są uznawane przez Canadian National Police Services Advirsory Board. Jest jedną z siedemdziesięciu siedmiu antropologów, którzy otrzymali certyfikat American Board of Forensic Anthropology.
Kathy Reichs pochodzi z Chicago, gdzie ukończyła studia i otrzymała stopień magistra.
Ma troje dzieci: dwie córki – Kerry i Courtney oraz syna Brendana.

## Kariera naukowa
- 1971, tytuł licencjacki z antropologii Uniwersytetu Amerykańskiego
- 1972, tytuł magistra antropologii klinicznej Northwestern University
- 1975, stopień doktora antropologii klinicznej Uniwersytet Northwestern

W swej karierze wykładała m.in. w Northern Illinois University, University of Pittsburgh, Uniwersytecie Concordia, McGill University, a obecnie w University of North Carolina at Charlotte.
Pracowała w Rwandzie po wyniszczającej wojnie domowej na zlecenie Międzynarodowego Trybunału Ds. Zbrodni w Rwandzie przy ONZ w celu ekshumacji zwłok zamordowanych. Doglądała także prac w ramach Fundacji Antropologii w Gwatemali, mających na celu masowe ekshumacje na południu tego kraju w pobliżu jeziora Atitlán.
Była członkiem zespołu specjalnego – Disaster Mortuary Operational Response Team, desygnowanym do prac badawczych i ekshumacyjnych po ataku na World Trade Center.

## Kariera piśmiennicza
Jest autorką wielu książek z dziedziny antropologii i medycyny sądowej. Wśród jej dorobku naukowego wyróżnić można tematykę hominidów, ontogenezy i antropologii klinicznej.
Prócz pozycji naukowych Kathy Reichs jest także autorką wielu książek sensacyjnych, które w ciągu dziesięciu lat od pojawienie się pierwszej z nich, przetłumaczone zostały na 30 języków. Autorka debiutowała w 1997 książką Déjà Dead, za którą otrzymała prestiżową nagrodę Arthur Ellis Award.
Bohaterka serii – Temperance Brennan, podobnie jak autorka jest antropologiem klinicznym, która pomaga policji w rozwiązywaniu zagadek morderstw. Wiele książek wzorowanych jest na prawdziwym życiu i jego realiach. Prócz barwnej fabuły, autorka opisuje w swych książkach metody działanie antropologów klinicznych oraz wpływ wielu czynników na rozwiązywanie skomplikowanych problemów. Ważnym elementem jej twórczości jest opisywanie w każdej książce problemów świata współczesnego, który staje się tematem głównym jej książek (przemoc na tle seksualnym, gangi motocyklowe).

## Twórczość

### CyklKości
Początkowo wydawane przez Red Horse, później C&T (Crime & Thriller) i Sonia Draga.
1. Déjà Dead (inna wersja Zapach śmierci; Wojciech Kallas,  tytuł oryg. Déjà Dead, 1997, wyd. pol. 1999, Marcin Roszkowski)
2. Śmierć za dnia (inna wersja Dzień śmierci; tytuł oryg. Death Du Jour, 1999, wyd. pol. 2001)
3. Śmiertelne decyzje (tytuł oryg.Deadly Decisions, 2000, wyd. pol. 2008)
4. Zabójcza podróż (tytuł oryg. Fatal Voyage, 2001, wyd. pol. 2008)
5. Pogrzebane tajemnice (tytuł oryg. Grave Secrets, 2002, wyd. pol. 2008)
6. Nagie kości (tytuł oryg. Bare Bones, 2003, wyd. pol. 2008)
7. Poniedziałkowa żałoba (tytuł oryg. Monday Mourning, 2004, wyd. pol. 2008)
8. Starożytne kości (tytuł oryg. Cross Bones, 2005, wyd. pol. 2012)
9. Okruchy śmierci (tytuł oryg. Break No Bones, 2006, wyd. pol. 2008)
10. Kości w proch (tytuł oryg. Bones to Ashes, 2007, wyd. pol. 2009)
11. Diabelskie kości (tytuł oryg. Devil Bones, 2008, wyd. pol. 2009)
12. 206 kości (tytuł oryg. 206 Bones (2009), wyd. pol. 2011[1])), Aleksandra Górska
13. Kości Pająka (tytuł oryg. Spider Bones, inne wydanie Mortal Remains (2010, wyd. pol. 2013)
14. Z krwi i kości (tytuł oryg. Flash and Bones, 2011, wyd. pol. 2012)
15. Kości są wieczne (tytuł oryg. Bones are forever, 2013, wyd. pol. 2014)
16. Kości zaginionych (tytuł oryg. Bones of the Lost, 2013, wyd. pol. 2015)
17. (tytuł oryg. Bones In Her Pocket, 2013)
18. Kości nie kłamią (tytuł oryg. Bones Never Lie, 2014, wyd. pol. 2017)
19. (tytuł oryg. Swamp Bones, 2014)
20. Kości mówią (tytuł oryg. Speaking In Bones, 2015, wyd. pol. 2018)
21. (tytuł oryg. Bones on Ice, 2015)
22. (tytuł oryg. The Bones Collection, 2016)
23. A Conspiracy of Bones, 2018

### Pozostałe
- Wirusy (2010) (tytuł oryg. Virals, 2010, wspólnie z Brendanem Reichsem, wyd. pol. 2014)
- Skarb (2011) (tytuł oryg. Seizure, 2011, wspólnie z Brendanem Reichsem, wyd. pol. 2014)
- Kod (2013) (tytuł oryg. Code, 2013, wspólnie z Brendanem Reichsem, wyd. pol. 2015)
- (tytuł oryg. Exposure, 2014, wspólnie z Brendanem Reichsem)
- (tytuł oryg. Terminal, 2015, wspólnie z Brendanem Reichsem)
- (tytuł oryg. Trace Evidence, 2016, wspólnie z Brendanem Reichsem)

## SerialKości
Od 2005 roku amerykańska telewizja FOX produkuje serial Kości (Bones), który bazuje na życiu Temperance "Bones" Brennan – głównej bohaterki książek Kathy Reichs. Przy tworzeniu serialu pomagała sama autorka. Kilka odcinków po pierwszej emisji Kości stały się jednym z najchętniej oglądanych pozycji w amerykańskiej telewizji.
W Polsce serial Kości jest emitowany w telewizji FX (Polska).